# Huma Bhabha
Huma Bhabha, née en 1962 à Karachi, est une artiste contemporaine pakistano-américaine. Elle s'exprime à travers de nombreuses techniques de la peinture, la sculpture, la gravure, le collage et la photographie. 

## Biographie
Originaire du Pakistan, Huma Bhabhan grandit dans une maison pleine de livres d’art. Sa mère est une artiste, bien qu’elle n’ait jamais entrepris de carrière professionnelle dans ce domaine. Au lycée, la jeune femme aime dessiner et peindre, et songe alors à devenir une artiste professionnelle.
En 1981, Huma Bhabhan se rend aux États-Unis pour poursuivre ses études. En 1985, elle obtient un Bachelor of Fine Arts de la Rhode Island School of Design, où elle se spécialise en gravure tout en suivant des cours de peinture. Après le décès de son père en 1986, elle s’installe de nouveau aux États-Unis, et fréquente l'Université Columbia, où elle est diplômée d’un Master of Fine Arts en 1989. Pendant son séjour à Columbia, elle réalise des peintures en utilisant du bois et du métal trouvés au lieu de la toile traditionnelle, et réinterprète ainsi la forme, l'espace et la couleur du tableau. 
À partir de sa deuxième année à Columbia, elle travaille comme assistante de l'artiste Meyer Vaisman. Elle continue à travailler pour lui après l'obtention de son diplôme, et profite de cette connexion professionnelle pour se constituer un réseau dans le monde de l'art. L’artiste n'a jamais étudié la sculpture dans une école d'art, ses œuvres ont donc été créées par un processus d'essais et d'erreurs. Elle commence d’abord à expérimenter son art avec le plastique, la mousse caoutchouc et la peinture aérosol, ainsi qu'avec des objets trouvés tels que des plumes et des collants. En 1992, elle confirme sa volonté de créer des œuvres en trois dimensions,.
Huma Bhabha vit à New York jusqu'en 2002, date à laquelle elle déménage à Poughkeepsie avec son mari, Jason Fox, qui est également un artiste,.

## Carrière artistique
Huma Bhabhan est connue pour ses formes figuratives grotesques et uniques qui semblent souvent disséquées ou démembrées. L’artiste utilise régulièrement des matériaux trouvés dans ses sculptures, notamment de la mousse de polystyrène, du liège, du caoutchouc, du papier, du fil et de l'argile. Elle intègre parfois dans ses œuvres des objets qui lui ont été donnés par d'autres personnes,.
L’artiste décrit ses sculptures comme des "personnages" qui, par leur matérialité, leur construction grossière et leurs références à l'histoire de la sculpture, deviennent de riches écrans pour des projections profondes de la psychologie humaine. Le travail de la sculptrice puise dans un large éventail d'influences éclectiques, incorporant des références à l’histoire, à la sculpture classique et africaine, et aux œuvres de modernistes comme Picasso, Brancusi et Giacometti. En parallèle, ses œuvres rappellent également des éléments de la culture populaire, et notamment les visions dystopiques des pionniers de la science-fiction tels Philip K. Dick et J.G. Ballard.
Huma Bhabha s’inspire des films de science-fiction et d'horreur, en particulier l'œuvre de David Cronenberg, qui a influencé les motifs de marionnettes et de mutation dans son travail. Entre 2002 et 2004, elle travaille pour un taxidermiste, grâce auquel elle obtient des crânes d'animaux rejetés. Certains de ces crânes sont apparus dans ses créations.
En 2000, l’artiste commence à intégrer dans ses œuvres des éléments du style de l’immédiateté de Robert Rauschenberg. Elle a été particulièrement frappée par son œuvre, Centaur, différente de ce qu'elle avait fait, et une référence à d'autres types d'art qu'elle aimait.
Huma Bhabha dit de son propre travail : "Pas de pays, pas de sexe, etc. Je ne veux pas que le travail soit lié à un individu ou à une idéologie spécifique. Quand on n'est rien, on peut devenir tout".

## Expositions
Le travail d'Huma Bhabha a fait l'objet de nombreuses expositions en Amérique du Nord et en Europe, notamment de grandes expositions collectives telles que Fourth Plinth Shortlist Exhibition à la National Gallery de Londres, Greater New York au MoMA PS1 ou l'exposition USA Today: New American Art from the Saatchi Gallery à la Royal Academy of Arts,,. Elle participe aussi régulièrement à Art Basel. La première exposition individuelle de l'artiste a eu lieu en 2008 au Musée d'art contemporain Aldrich. Elle a également présenté ses œuvres au  Aspen Art Museum à Aspen en 2011, au MoMA PS1 en 2012 et 2013, ou à la Collezione Maramotti en 2012,. En 2018, Huma Bhabha réalise l'œuvre We Come in Peace pour le jardin sur le toit du Metropolitan Museum of Art,.

## Distinctions[21]
Le Musée d'art contemporain Aldrich de Ridgefield, dans le Connecticut, lui décerne le prix de l'artiste émergente en 2008. Ce prix est assorti d'une somme de 5 000 dollars et d'une exposition personnelle organisée au musée du 14 septembre 2008 au 8 février 2009,. Huma Bhabha a été l'un des seize actrices et penseurs créatifs du film From Nothing, Something : A documentary on the creative process, datant de 2012 et projeté dans de nombreux festivals, dont le Newport Beach Film Festival,.
En 2013, l'artiste reçoit une bourse du Berlin Prize à l'American Academy de Berlin. En 2016, elle est honorée par le Musée d'art moderne de New York lors de la célébration annuelle "Party in the Garden". En 2017, elle fait partie du jury du Prix Nasher, décerné par le Nasher Sculpture Center de Dallas, alors attribué à l'artiste Pierre Huygue,.

## Collections
L'œuvre de Huma Bhabha fait partie des collections publiques suivantes :
- Galerie d'art de Nouvelle-Galles du Sud, Sydney, Australie[30]
- Galerie d'art Albright-Knox, Buffalo, New York[31]
- Bronx Museum of the Arts, Bronx, New York[32]
- Museum of Modern Art (MoMA), New York City, New York[21]
- Metropolitan Museum of Art (The Met), New York City, New York[33]
- Print and Stokes Galleries, Bibliothèque publique de New York, New York City, New York[34]
- Nerman Museum of Contemporary Art, Overland Park, Kansas[35]
- Centre national d'art et de culture Georges-Pompidou, Paris, France[36]
- Whitney Museum of American Art, New York City, New York[37]
- Tate Modern, Londres, Angleterre[38]

## Publications
Parmi une liste non exhaustive :
- Huma Bhabha, Julie Mehretu, Thomas McEvilley, Blum (Peter) Edition, U.S, 86 p., 2011  (ISBN 978-0935875256).
- Statuesque: Pawel Althamer, Huma Bhabha, Aaron Curry, Thomas Houseago, Matthew Monahan, Rebecca Warren, Nicholas Baume avec la contribution de Pawel Althamer, d'Huma Bhabha d'Aaron Curry, Thomas Houseago et  Matthew Monahan.
- Huma Bhabha: Players, Mario Diacono, Silvana, Collection Cataloghi di mostre, 64 p., 2012  (ISBN 978-8836622764).
- Huma Bhabha: Corks and Tires, introduction de Jeanne Rohatyn, David Strauss, Seamus Heaney, Huma Bhabha, Karma, 206 p., 2016  (ISBN 978-1942607069).
- Huma Bhabha: We Come in Peace: the Roof Garden Commission, Shanay Jhaveri, Ed Halter, Sheena Wagstaff, Metropolitan Museum of Art, 64 p., 2018  (ISBN 978-1588396464).
- Huma Bhabha: They Live, sous la direction d'Eva Respini avec Carter E. Foster, Ed Halter, Jessica Hong, Shanay Jhaveri, Huma Bhabha et Sterling Ruby, Yale University Press, 208 p., 2019  (ISBN 978-0300244762).